# غوستاف دوريه
پول غوستاڤ دوريه (بالفرنسية: Gustave Doré)‏ (1832 - 1883 م) هو رسام فرنسي. اشتهر برسومه التي وضعها لرواية «دون كيخوته» لسرڤانتس (1863 م)، ولملحمة «الفردوس المفقود» لملتون (1865 م)، وللكتاب المقدس (1866 م).

## روابط خارجية
- غوستاف دوريه على موقع الموسوعة البريطانية (الإنجليزية)
- غوستاف دوريه على موقع ميوزك برينز (الإنجليزية)
- غوستاف دوريه على موقع إن إن دي بي (الإنجليزية)
- غوستاف دوريه على موقع ديسكوغز (الإنجليزية)